# ゴクスタ船

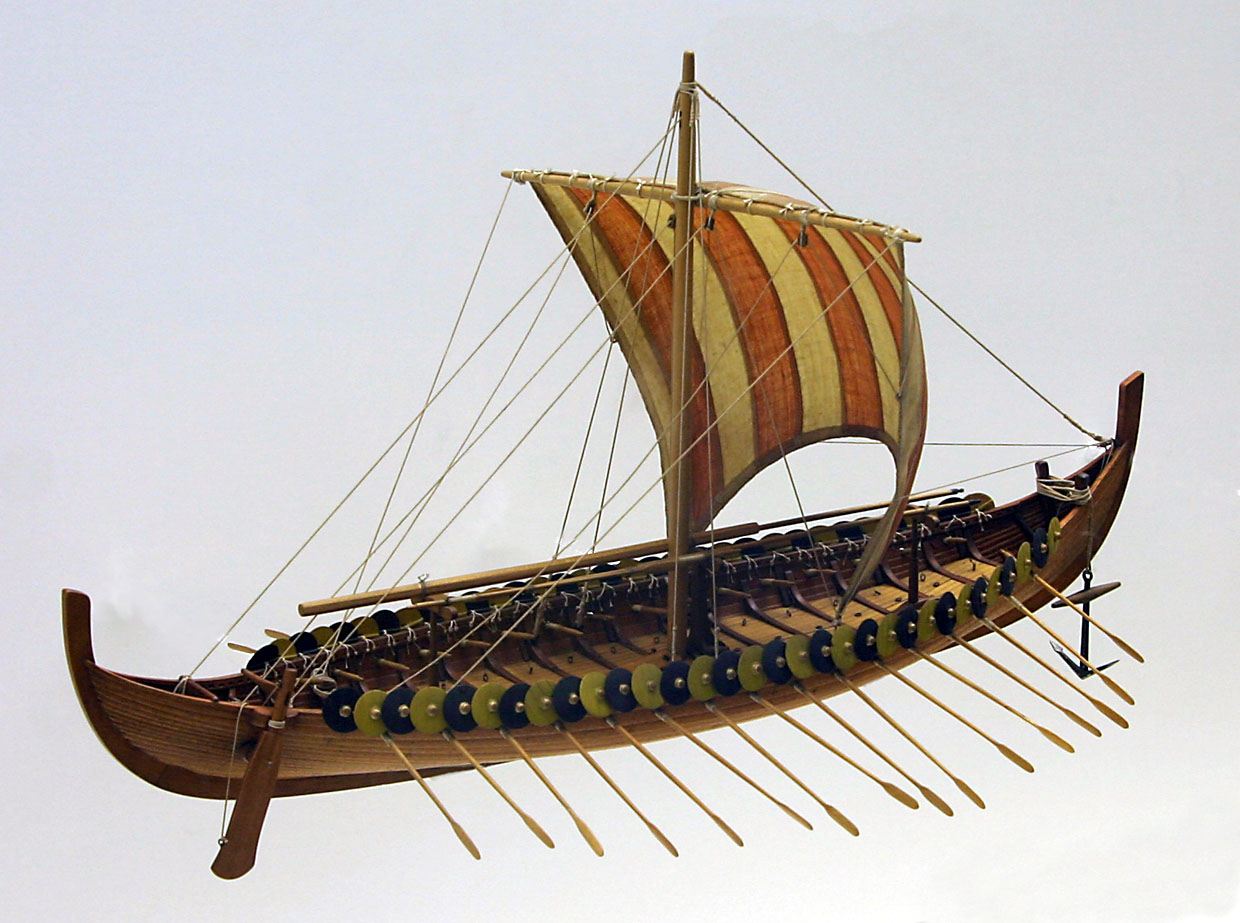
ゴクスタ船の模型

ゴクスタ船（ゴクスタせん）は、ノルウェーのヴェストフォル県サンデフィヨルドのサンダーに位置する、ゴクスタ農地のゴクスタ墳丘で発見された9世紀後期のヴァイキング船である。船葬墓と見られ、1880年にノルウェーの考古学者ニコライ・ニコライセンにより、当時まだサンデフィヨルドに合併されていなかったサンダーで発掘された。オスロ市ビグドイ地区にあるヴァイキング船博物館に展示されている。

## 船

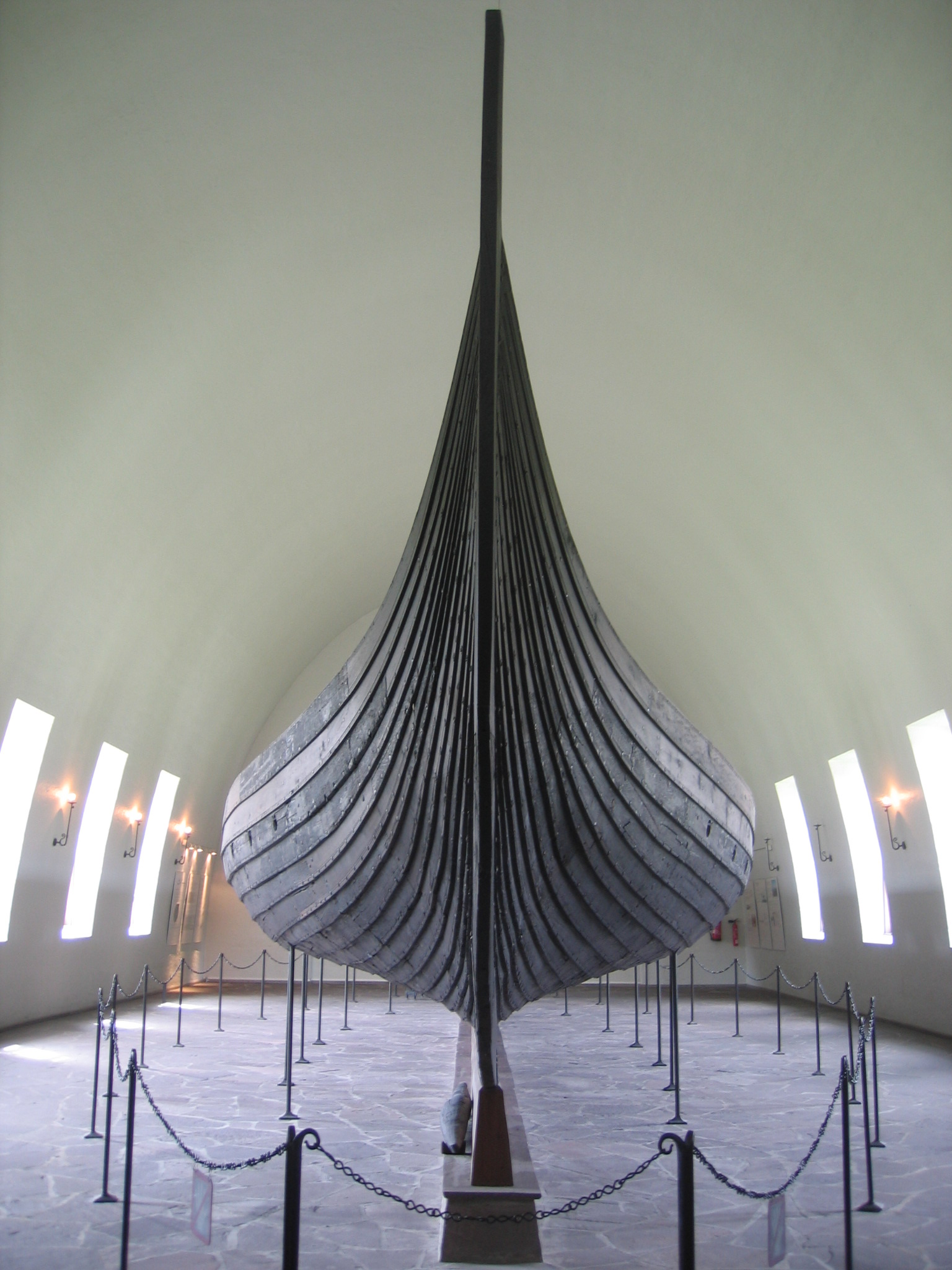
オスロ、ヴァイキング船博物館に収蔵されている、ゴクスタ船前景。

ゴクスタ船はよろい張り製で、その大部分はオーク材で組み立てられている。また、船体は全長24メートル、幅5メートルあり、これはオスロにあるヴァイキング船博物館に所蔵されているものとしては最大の船である。船は32人の漕ぎ手を乗せられるよう設計されており、船が帆走中はオールを通す穴を閉じられるようになっていた。その上、船はおよそ110平方メートルの横帆を利用しており、これは12ノットを越える速度で船を前進させることができたと推定されている。他に、船が浅瀬を航行している間は、舵が揚がるようになってもいた。
年輪年代学では、船の建造に使用された木材が伐採されたのが890年ごろであると示されている。さらに、船のデザインはかなり航行可能なものであったことが論証されている。1893年に船のレプリカは、アメリカ合衆国で行われたシカゴ万国博覧会に出展するため、大西洋を渡った。もう一方のレプリカである「ガイア」という名の船は、現在故郷の港であるサンデフィヨルドにある。

## 遺骨
ゴクスタ船を発掘していた間、50歳から70歳と思われる男性の人骨も発掘された。発見されたのは木材で建てられた墓室内の、ベッドのなかであった。この埋葬された人物の身元は不明であるにもかかわらず、遺骨はヴェストフォルの小王オーラフのものではないかと提唱されてきている。ヘイムスクリングラによれば、ユングリング家出身のオーラフはこの時期に逝去したことが書かれている。

## 墓の中の財産

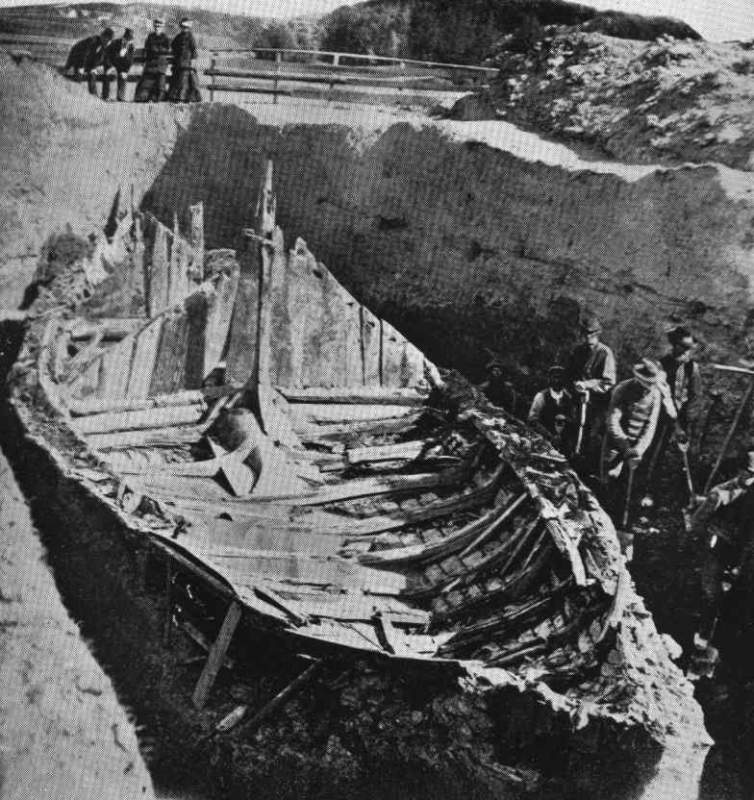
ゴクスタ船の発掘。1880年頃撮影。

墓室内は色々な遺品で備え付けられていた。船そのものを別にしても、墓は3つの小さなボート、テント、大槌や乗用の用具で成り立っていた。しかし、古墳は太古の昔に略奪に遭ったのではないかと信じられている。1880年の発掘では、金や銀などの貴重品が取り除かれているのが発見されている。また、ヴァイキングの時代に剣は男性の遺品として重要な役割を担っていたものと考えられた。ところが、このゴクスタ船の場合そうした武器は見つかっておらず、おそらくは墓荒らしによって持ち去られたのではないかとされている。
現在オスロにあるヴァイキング船博物館には、このゴクスタ船、修復された墓室、そしてその墓室で発見された2つの小型ボートとテントが展示されている。そのほか、墓の中で略奪を免れた他の工芸品の数々も展示されている。

## 参考
以下は翻訳元の英語版（en:Gokstad ship）からの出典項目である。
- A・E・クリステンセン、A・S・イングスタッド、B・マイヤー共著　『Osebergdronningens Grav』　1992年